# Cédric Butti
Pour les articles homonymes, voir Butti.
Cédric Butti (né le 23 juillet 1999) est un coureur cycliste suisse, spécialiste du BMX.

## Biographie
Cédric Butti vient de Herdern en Thurgovie et commence le BMX à l'âge de cinq ans. En 2016, il remporte des médailles aux championnats du monde, d'Europe et de Suisse chez les juniors (moins de 19 ans). En 2017, pour sa deuxième année chez les juniors, il remporte les trois compétitions, devenant ainsi champion du monde à Rock Hill, champion d'Europe à Bordeaux  et champion de Suisse.
En 2021, il se révèle chez les professionnels. Lors de la Coupe du monde, il atteint pour la première fois la finale à Bogotá et prend la deuxième place à cette occasion. Au total, il se qualifie pour la finale dans cinq des huit manches de Coupe du monde cette saison-là et terminé cinquième au classement général. En juillet 2021, il devient champion d'Europe de BMX espoirs (moins de 23 ans). Aux Jeux olympiques de cette année-là, il est nommé remplaçant de David Graf et Simon Marquart, mais ne participe pas à l'épreuve de BMX.
En 2022, il est pour la première fois champion de Suisse chez les élites et devient vice-champion d’Europe. Lors de la Coupe du monde 2024, il ne remporte pas de victoire, mais décroche plusieurs podiums. Lors de la finale de la saison, il rate de peu la victoire au classement général derrière Izaac Kennedy. 

## Palmarès en BMX

### Jeux olympiques
- Paris 2024
  - 4e de la finale du BMX

### Championnats du monde
- Medellín 2016
  -  Médaillé de bronze du BMX juniors
- Rock Hill 2017
  -  Champion du monde de BMX juniors
- Papendal 2021
  - 9e du BMX

### Coupe du monde
- 2017 : 75e du classement général
- 2018 : 59e du classement général
- 2019 : 36e du classement général
- 2021 : 5e du classement général
- 2022 : 10e du classement général
- 2023 : 17e du classement général
- 2024 : 2e du classement général

### Championnats d'Europe
- Vérone 2016
  -  Médaillé d'argent du BMX juniors
- Bordeaux 2017
  -  Champion d'Europe de BMX juniors
- Zolder 2021
  -  Champion d'Europe de BMX espoirs
- Dessel 2022
  -  Médaillé d'argent du BMX
- Besançon 2023
  -  Médaillé du bronze du contre-la-montre par équipes en BMX
- Vérone 2024
  -  Médaillé du bronze du BMX

### Coupe d'Europe
- 2016 (juniors) : 1er du classement général
- 2017 (juniors) : 3e du classement général
- 2021 : 6e du classement général
- 2023 : 2e du classement général

### Championnats nationaux
- 2016
  -  Champion de Suisse de BMX juniors
- 2017
  -  Champion de Suisse de BMX juniors
- 2022
  -  Champion de Suisse de BMX